# Conistra subspadicea
Conistra subspadicea är en fjärilsart som beskrevs av Otto Staudinger 1871. Conistra subspadicea ingår i släktet Conistra och familjen nattflyn. Inga underarter finns listade i Catalogue of Life.